# Donja Toponica (Prokuplje)
Donja Toponica (em cirílico: Доња Топоница) é uma vila da Sérvia localizada no município de Prokuplje, pertencente ao distrito de Toplica, na região de Toplica. A sua população era de 296 habitantes segundo o censo de 2011.

## Demografia
| 1948 | 1953 | 1961 | 1971 | 1981 | 1991 | 2002 | 2011 |
| ---- | ---- | ---- | ---- | ---- | ---- | ---- | ---- |
| 726  | 749  | 665  | 539  | 488  | 390  | 352  | 296  |